# Hypocrita excellens
Hypocrita excellens är en fjärilsart som beskrevs av Walker 1854. Hypocrita excellens ingår i släktet Hypocrita och familjen björnspinnare. Inga underarter finns listade i Catalogue of Life.